# 西艾利斯
西艾利斯（英語：West Allis）是一個位於美國威斯康星州密爾沃基縣的城市。

## 人口
根據2020年美國人口普查的數據，西艾利斯的面積為29.54平方千米，當中陸地面積為29.48平方千米，而水域面積為0.06平方千米。當地共有人口60325人，而人口密度為每平方千米2,042人。